# 가가미야마촌
가가미야마촌(鏡山村)은 시가현 가모군에 있던 촌이다.

## 역사
- 1889년 4월 1일 - 정촌제 시행에 의해 8촌의 구역을 가지고 성립하였다.
- 1955년 4월 1일 - 나에촌과 합병해 류오정이 성립하여, 동일 가가미야마촌은 폐지되었다.

## 교통

### 도로
현재는 구촌 지역에 메이신 고속도로 류오 나들목이 위치해 있지만 당시에는 미개통 상태였다.

## 참고문헌
- 角川日本地名大辞典 25 滋賀県